# Patrik Rosengrens park

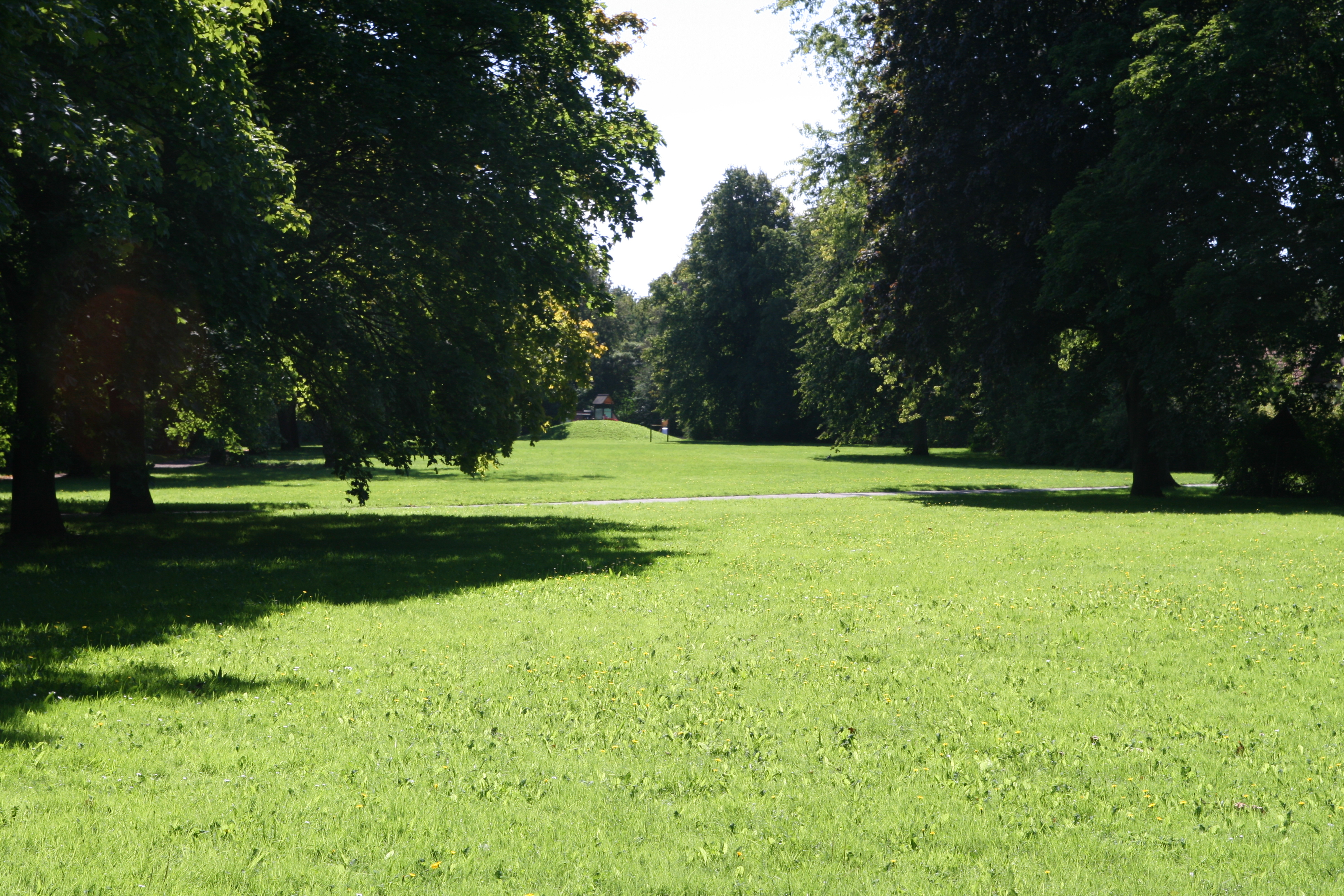
Norra delen av Patrik Rosengrens park sedd norrifrån.

Patrik Rosengrens park är en park i västra Lund. Parken började anläggas 1942 men under andra världskriget var stora delar av parken utarrenderade för potatisodling. Centralt i parken finns en lekplats. Parken har fått sitt namn efter en fackföreningsaktivist inom handskmakarfacket, vilken avled 1895.